# Televisão Pública de Angola
A Televisão Pública de Angola (TPA) é uma rede de televisão estatal angolana e principal emissora de televisão do país.
A sua sede oficial está em Luanda, que através da TPA1, é sintonizada através do Canal 2 VHF. O Presidente do Conselho de Administração é actualmente Francisco Mendes.

## História
Em 1962, a Rádio Clube da Nova Lisboa (actual Huambo) iniciou emissões com as primeiras imagens e a transmissão de televisão em Angola. Dois anos mais tarde, iniciou em Benguela e depois de 1970 em Luanda. No entanto, as transmissões foram suspensas por estarem ilegais, visto que a Rádio e Televisão de Portugal (RTP) tinha monopólio exclusivo nas TVs da então colónia portuguesa.
A primeira adaptação da programação da RTP para Angola deu-se em junho de 1970 com o programa radiofônico Café da Noite sendo transmitido também na televisão, em Luanda. Em 1972 é formulada a proposta de conversão do programa em uma ampla programação a ser transmitida numa "TVA – Televisão de Angola". Mas o esforço em manter o controle e o monopólio da informação na RTP – Rádio e Televisão Portuguesa foi maior.

### Fundação e estabelecimento da emissora (1973-1976)
Porém, em 27 de junho de 1973, o governo colonial português fundou a "Radiotelevisão Portuguesa de Angola" (RPA), secção da RTP.
No processo de disputa pelo controle de Angola, Holden Roberto, da Frente Nacional de Libertação de Angola (FNLA), recebe grandes somas financeiras da Agência Central de Inteligência (CIA), em março de 1975, que lhe permitem comprar tanto o jornal A Província de Angola como a "Televisão de Angola" (a Rádio Nacional de Angola ficou sob controle do MPLA), para servir como instrumentos de propaganda na reta final dos confrontos da independência. Recebe o controle dos veículos em agosto.
Após a independência de Angola o novo Estado angolano, sob governo do Movimento Popular de Libertação de Angola, tomou o controle da rede televisiva, realizando a primeira transmissão em 18 de outubro de 1975 ainda como RPA-Televisão de Angola.
O processo de reestruturação administrativa para televisão pública foi iniciado em 28 de novembro de 1975, no bojo do chamado Centro de Imprensa, de apoio aos jornalistas angolanos e estrangeiros, ligado ao Ministério da Informação. Foi criado ainda o Centro Nacional de Jornalismo, para a formação de quadros. A nacionalização da emissora, quando passou a designar-se como "Televisão Popular de Angola", deu-se em junho de 1976.

### Expansão (1976-2008)
Apesar da longa Guerra Civil (1975-2002), em 1979 a TPA passou a retransmitir em Benguela e Lobito, em 1981 é recebida no Huambo e no ano seguinte em Nadalatando e Malanje — nestas duas últimas cidades pela primeira vez com programas nas línguas nacionais. Passa a emitir a televisão em cores em 1983. Em 1990 as transmissões da TPA chegam ao Lubango e à Cabinda. Somente no ano de 1992 é que a TPA passou a ser transmitida em todas as capitais provinciais do país. O retorno da Guera Civil no mesmo ano, porém, frustrou esses esforços, fechando várias retransmissoras provinciais, e interrompeu a expansão televisiva até 2003.
Em 13 de dezembro de 1994 a TPA foi subdividida para ser criada a gestora de publicidades Televisão Comercial de Angola (TVC). Foi um primeiro movimento de sucateamento e fragmentação da emissora com vistas a privatizar seu patrimônio. Nesta mesma direção, a regulamentação governamental nº 66/97, de 5 de setembro de 1997, renomeou a emissora para o seu nome atual "Televisão Pública de Angola" (TPA).
Em 1999 a TPA fez sua primeira renovação geral de equipamentos para as transmissões do Campeonato Africano de Basquetebol da FIBA de 1999, realizado em Luanda e Cabinda, reestabelecendo suas transmissões nesta cidade neste ano. No ano seguinte, a emissora actualizou o seu equipamento para Betacam SX.
Em 15 de agosto de 2000, foi criado o segundo canal em Luanda, chamado de TPA 2, e a então a TPA passou a chamar-se TPA 1. Em 2003, a TPA lançou a TPA Internacional, que passou a ser transmitida para a Europa via satélite. Em 2003, os canais TPA começaram a transmitir pela banda KU, lançando os canais na plataforma internacional africana da DStv.
Em 2002 e 2003 a TPA apostou na produção da telenovela Reviravolta, com 105 episódios, considerada um marco da produção televisiva angolana. Foi gravada por uma equipe composta quase exclusivamente por angolanos. A TPA contou com a experiência e assessoria de equipes telenovelísticas brasileiras. Na mesma época a TPA investiu em outro programa de sucesso, a sitcom Conversas no Quintal, que alcançou enorme destaque. O programa rapidamente se tornou um fenômeno cultural em Angola, sendo exibido pela RTP de Portugal, a consolidar-se como uma das produções mais duradouras da TPA, com mais de 20 anos de existência.
Em 2004, a TPA retornou suas transmissões no Lubango (suspensas pela Guerra em 1992), inaugurando sumultaneamente as transmissões da TPA 2 em Benguela, Catumbela, Lobito, Huambo, Lubango e Cabinda.
Em 31 de janeiro de 2007, a TPA começou a transmitir 24 horas por dia. No dia 24 de julho de 2008, a TPA Internacional passou a estar disponível nas principais plataformas de rede de cabo em Portugal e por IPTV nos demais Estados da lusofonia.

### Redução da grade de programação e nepotismo (2008-2017)
No início de maio de 2013, a grade de programação da TPA, que ficava 24 horas no ar desde 2007, foi reduzida pela metade (12 horas), na sequência de uma determinação anunciada pela gestora terceirizada da TPA, a empresa Semba Comunicações. A empresa Semba Comunicações, administradora terceirizada da TPA, tinha como produtor executivo e administrador Coréon Dú, filho do então presidente angolano José Eduardo dos Santos. No comunicado, Coréon Dú atribuiu a redução do tempo de emissão a um alegado incumprimento, por parte do Ministério da Comunicação Social e da TPA, dos acordos assinados em 2007 relativos ao pagamento pelo serviços prestados, na qual teriam provocado grandes prejuízos à empresa Semba Comunicações, que viveria de receitas próprias, não sendo dona de nenhum dos três canais da TPA (1, 2 e Internacional), porém somente gestora terceirizada. A ressaltar que Coréon Dú estava a ser acusado pela imprensa local e por políticos do MPLA e da oposição de aproveitar a administração da TPA para seu enriquecimento pessoal, à custa do erário público, já que é o filho do Presidente da República.
A redução da grade de programação da TPA gerou inúmeras críticas. O jornalista Makuta Nkondo condenou o silêncio do Ministério da Comunicação Social e do Conselho da Administração da TPA e considerou a atitude do filho do Presidente da República como reveladora de que o país atingiu o "cúmulo da brincadeira", afirmando que "nem nas piores ditaduras do mundo isso aconteceu [...] porque os seus membros [da pasta Ministerial] não querem perder o lugar que ocupam e o seu pão".

### Reformulação administrativa e novo centro de produção
Em novembro de 2017 o novo Presidente angolano João Lourenço afastou Coréon Dú e Tchizé dos Santos, filhos do ex-presidente José Eduardo dos Santos, do controle administrativo da TPA, ordenando, assim, o fim da terceirização administrativa sob controle das empresas Semba Comunicação e Westside, bem como afastando as denúncias de alienação do patrimônio da TPA e de nepotismo.
Em 30 de maio de 2022, a TPA passou a dispor de um novo Complexo de Produção de Conteúdos, denominado "Ernesto Bartolomeu". Os novos estúdios, que tiveram sua construção iniciada em 2019, situam-se na Região Metropolitana de Luanda, no bairro de Camama. O complexo foi concebido de forma a integrar, assim como pôr em prática, as mais recentes tecnologias de comunicação, tais como televisão digital e televisão interativa. A inauguração do Complexo de Produção de Conteúdos Ernesto Bartolomeu também marca da substituição da televisão de definição padrão (SDTV) pela televisão de alta definição (HDTV).

## Canais de televisão
Atualmente, a TPA é constituída pelos seguintes canais:
| Canal        | Descrição | Slogan                 | Formato                      | Fundação |
| ------------ | --- | ---------------------- | ---------------------------- | -------- |
| TPA1         | Canal generalista, dedicado à informação, ficção e entretenimento.                                                         |                        |                              |          |
| TPA2         | Canal virado para o entretenimento e juventude.                                                                            | O canal da juventude   | 2000 (25 anos)               |          |
| TPAi         | Canal para atender a diáspora angolana e não só.                                                                           | Somos todos nós        | 2003 (22 anos)               |          |
| TPA Notícias | Canal de notícias, mas também com debates de opinião, informações de utilidade pública, documentários ou reportagens, etc; | Informação de Primeira | 18 de julho de 2022 (2 anos) |          |

## Parcerias

### RTP
Tem vindo a destacar-se pela sua parceria com a RTP (Rádio Televisão Portuguesa) na elaboração e exportação de séries e novelas, tal como por exemplo:
- Regresso a Sizalinda (2007)
- Voo Directo (2010)

Vários actores e actrizes angolanos que tem catapultado para as luzes da ribalta, tais como por exemplo:
- Raul do Rosário (participou na série Regresso a Sizalinda, no papel de Juca)
- Catarina Matos (participou na série Regresso a Sizalinda, na novela Cinzas da RTP, na novela A Outra entre outros projectos...)

### TVI
Em 2015, a TVI gravou algumas cenas da novela A Única Mulher (telenovela), em Angola, e a TPA decidiu comprar a novela e exibi-la no país.